# TT194
La tombe thébaine TT 194 est située à el-Assasif, dans la nécropole thébaine, sur la rive ouest du Nil, face à Louxor en Égypte.
C'est la sépulture de Djehoutiemheb (Ḏḥwtj-m-ḥb), superviseur des habitants des marais dans le domaine d'Amon, scribe dans le temple d'Amon, datant de la XIXe dynastie, dernière moitié du règne de Ramsès II.
La femme de Djehoutiemheb s'appelle Nedjemetmout ; deux frères nommés respectivement Amenemopet et Amenhotep sont mentionnés dans la tombe.

## Description

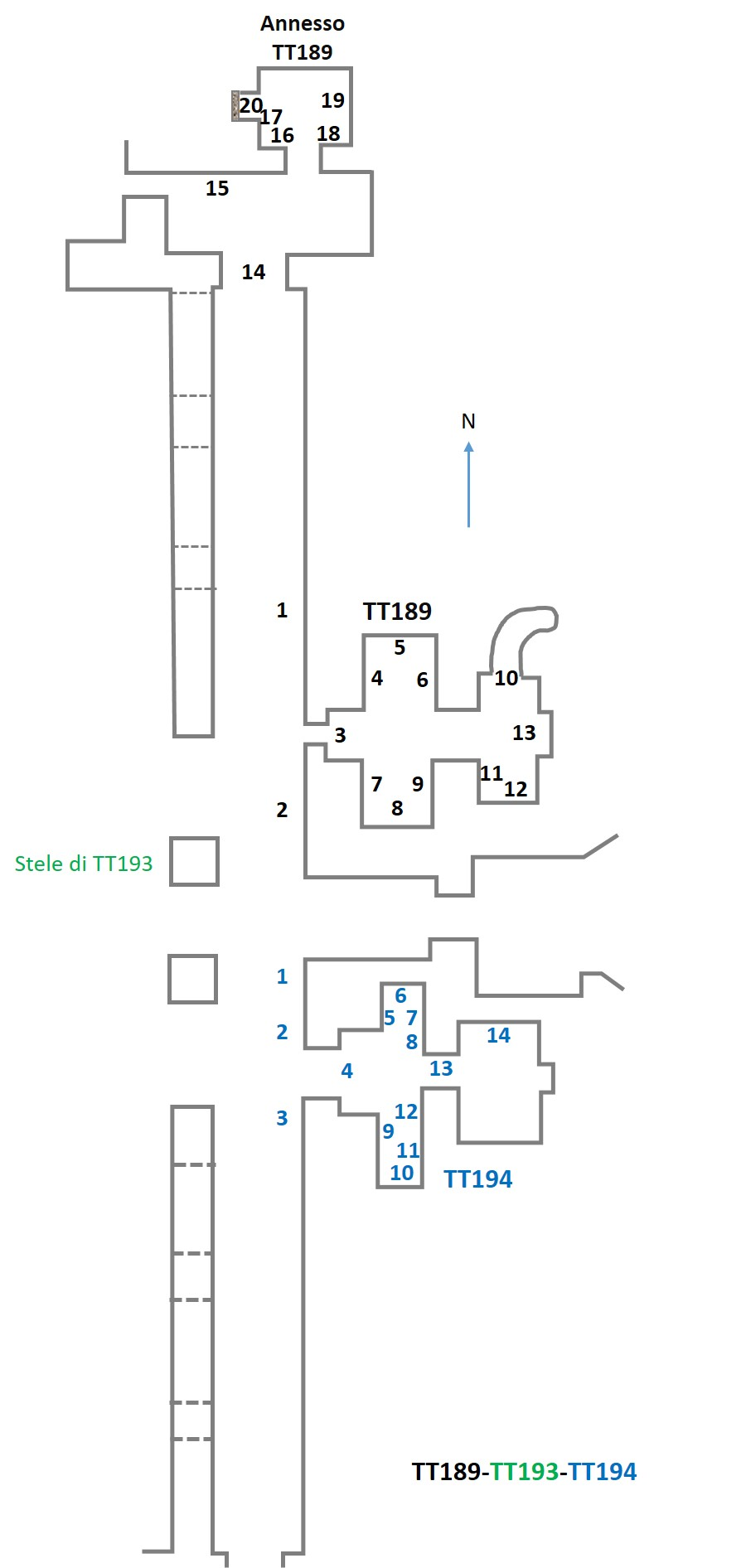